# 燈塔級巡邏艦
燈塔級巡邏艦（英語：Parola-class patrol vessel）是一款菲律賓巡邏艦，這型號共建造了10艘，隸屬菲律賓海巡署。這款艦的船殼編號MRRV指官方定位為「多用途反應船隻」（multi-role response vessels）。

## 計劃
這船是基於菲律賓交通部和菲律賓海巡署的「菲律賓海巡署海上安全能力提升項目」（Maritime Safety Capability Improvement Project for the Philippine Coast Guard），並獲得国际协力机构的官方發展援助（Official Development Assistance）貸款。国际协力机构出資項目大部份款項，餘下由菲方承擔。
被交通部侯選的日本造船廠有日本海洋聯合、三菱重工業、新潟造船和墨田川造船。最終由日本海洋聯合勝出投標，項目總費用為46億菲律賓披索（127.9億日元）。
根據計劃，海巡署使用巡邏艦執行以下任務：
- 在海巡署責任區內作主要搜救船隻
- 協助控制油污和海洋環境保護
- 在責任區內執行適用的海事法，尤其是非法捕魚和海上巡邏
- 為該地區的救援行動提供快速反應的平台服務
- 人員運輸和後勤支援

## 設計
菲律賓海巡署把船定位為執法船隻，進行環境任務和人道救援，以及海上安全運作和巡邏。船的艦橋是防彈設計，配有火警監視器及夜視能力，船載有一艘工作小艇，和无线电测向能力。船隻配有罗德史瓦兹的通訊和無線電監測系統，M3SR 4400系列和4100系列軟體無線電，及DDF205無線電監測系統。這些設備增強了船隻的偵搜，追緝和通訊能力。

## 同級艦列表
| 船殼編號  | 名稱                 | 造船廠       | 下水          | 服役日期       | 目前狀態 |
| --------- | -------------------- | ------------ | ------------- | -------------- | -------- |
| MRRV-4401 | 圖巴塔哈號巡邏艦     | 日本海洋聯合 | 2016年5月12日 | 2016年10月12日 | 服役中   |
| MRRV-4402 | 馬拉夫里戈號巡邏艦   | 日本海洋聯合 | 2016年10月4日 | 2016年12月22日 | 服役中   |
| MRRV-4403 | 馬拉帕斯卡號巡邏艦   | 日本海洋聯合 | 2017年1月1    | 2017年3月7日   | 服役中   |
| MRRV-4404 | 卡波內斯號巡邏艦     | 日本海洋聯合 | 2017年3月     | 2017年11月20日 | 服役中   |
| MRRV-4406 | 蘇祿安號巡邏艦       | 日本海洋聯合 | 2017年6月     | 2017年11月20日 | 服役中   |
| MRRV-4407 | 辛當岸號巡邏艦       | 日本海洋聯合 | 2017年8月     | 2017年11月20日 | 服役中   |
| MRRV-4408 | 聖阿古斯丁角號巡邏艦 | 日本海洋聯合 | 2017年9月     | 2018年3月28日  | 服役中   |
| MRRV-4409 | 卡布拉號巡邏艦       | 日本海洋聯合 | 2018年1月     | 2018年3月28日  | 服役中   |
| MRRV-4410 | 巴卡凱號巡邏艦       | 日本海洋聯合 | 2018年5月     | 2018年8月23日  | 服役中   |
| MRRV-4411 | 恩加諾角號巡邏艦     | 日本海洋聯合 | 2018年7月     | 2018年8月23日  | 服役中   |